# Heberberg (Naturschutzgebiet)
Der Heberberg ist ein Naturschutzgebiet im niedersächsischen Flecken Lamspringe im Landkreis Hildesheim.

## Allgemeines
Das Naturschutzgebiet mit dem Kennzeichen NSG HA 142 ist rund 15 Hektar groß. Es ist größtenteils vom gleichnamigen Landschaftsschutzgebiet umgeben. Das Gebiet, das vom BUND betreut wird, steht seit dem 19. Oktober 1989 unter Naturschutz. Zuständige untere Naturschutzbehörde ist der Landkreis Hildesheim.

## Beschreibung
Das langgestreckte Naturschutzgebiet liegt direkt südlich von Lamspringe im Norden des Höhenzuges Heber. Es stellt einen Teil des Südhanges des Heberberges und einen Teil des nach Südosten anschließenden Clausberges unter Schutz. Es ist von artenreichem Halbtrockenrasen und Niederwald geprägt. Im Schutzgebiet treten Kalksteine zu Tage. An mehreren Stellen sind kleine ehemalige Kalksteinbrüche zu finden. 